# Громов, Анатолий Матвеевич
Анато́лий Матве́евич Гро́мов (3 октября 1924, Ленинград — 12 ноября 2015, Санкт-Петербург) — советский и российский конструктор в области оборонной радиоэлектронной промышленности, главный конструктор радиоэлектронной аппаратуры ленинградского научно-производственного объединения «Ленинец», Герой Социалистического Труда (1981).

## Биография
Родился 3 октября 1924 года в Ленинграде. С февраля 1942 года по 1944 год воевал в партизанском отряде на территории Ленинградской области, был политруком роты комсомольского отряда 3-й Ленинградской партизанской бригады. Сержант. За боевые подвиги награждён орденом Красной Звезды, медалью «Партизану Отечественной войны» I степени.
После войны учился в Ленинградском авиационном техникуме, окончил вечернее отделение Ленинградского электротехнического института связи им. М. А. Бонч-Бруевича. Был на партийной работе. С 1950 года стал работать на заводе «Ленинец», который в 1959 году был включён в состав НИИ радиоэлектроники, а в 1974 году — научно-производственного объединения «Ленинец» Министерства радиопромышленности СССР. Занимал должности ведущего конструктора, начальника специального конструкторского бюро НИИ радиоэлектроники, главного конструктора СКБ-4 радиоэлектронной аппаратуры НПО «Ленинец».
С именем А. М. Громова связано создание радиолокационных систем и комплексов для морской противолодочной авиации. Он был научным руководителем ряда проектов, определяющих передовые позиции при разработке новой техники. К ним относятся система «Беркут» для самолёта противолодочной обороны Ил-38, её дальнейшее развитие «Коршун-М» для воздушного разведчика Ту-142КМ.
В связи с дальнейшим снижением шумности атомных подводных лодок потенциального противника под руководством А. М. Громова была разработана радиогидроакустическая подсистема «Заречье», вошедшая в состав поисково-прицельной системы «Коршун-М3» самолёта Ту-142М3.
Созданный в 2000-х годах комплекс «Новелла» является развитием ранее разработанных систем и считается лучшим в мире.
Указом Президиума Верховного Совета СССР от 3 сентября 1981 года («закрытым») Анатолию Матвеевичу Громову было присвоено звание Героя Социалистического Труда с вручением ордена Ленина и медали «Серп и Молот».
Выйдя на заслуженный отдых, А. М. Громов продолжал поддерживать тесную связь с НПО «Ленинец».
Умер 12 ноября 2015 года на 92-м году жизни.